# Açoite de braço
Açoite de braço (litt. « fouet de bras », en portugais) est une technique de projection (balão) en capoeira, comparable au « ippon seoi nage » du judo. Pour exécuter ce mouvement, on commence par se coller de dos à l'adversaire en fléchissant les jambes et en lui agrippant le bras à deux mains (par le poignet et l'avant-bras), qu'on fait passer par-dessus l'épaule (on se cale sous son aisselle). Ensuite, on redresse vivement les jambes en se penchant en avant de manière à faire passer l'adversaire par-dessus l'épaule.
Il est fortement conseillé maintenir la traction de son bras du début à la fin du mouvement, sans quoi on se priverait de l'élan qui peut faire réussir la technique. On peut aussi adjoindre une cabeçada à la technique pour sonner l'adversaire au moment où on se tourne sur lui avant de le projeter.
Mestre Bimba enseignait cette projection en tant que défense contre le soco, la galopante et l'asfixiante.